# Phoboscincus bocourti
Espèce
Synonymes
- Eumeces bocourti Brocchi, 1876

Statut de conservation UICN

CRD : 
En danger critique

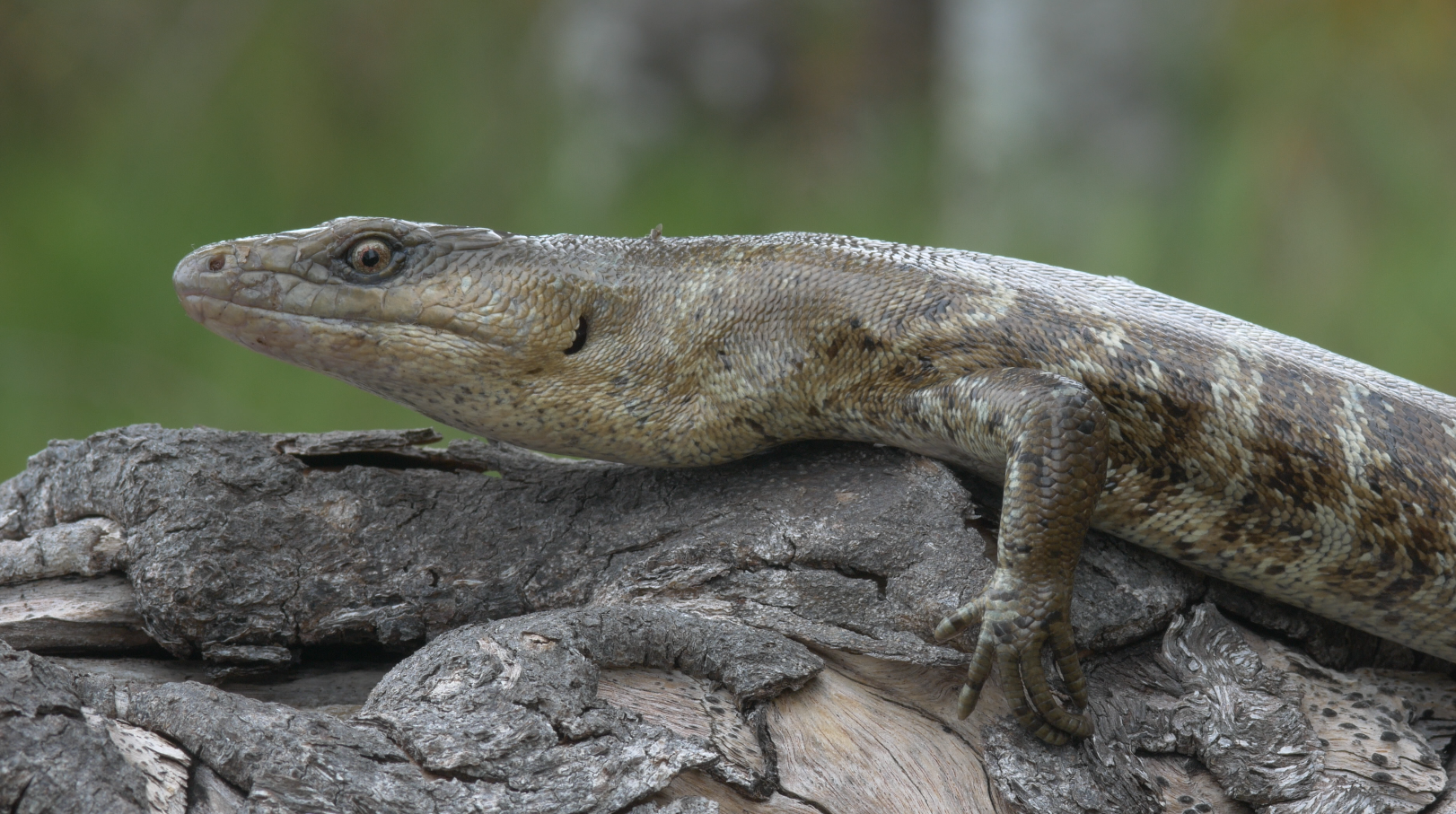

Phoboscincus bocourti est une espèce de sauriens de la famille des Scincidae.
Découvert par des scientifiques en 1871 sur l’île de la Nouvelle Calédonie . Il n’existe qu’une seule photo prouvant l’existence de ce reptile . Après 1871, Phoboscincus bocourti n’a plus donné signe de vie jusqu’en 2003 où des scientifiques l’ont redécouvert par hasard.[réf. nécessaire]

## Répartition
Cette espèce est endémique d'un petit îlet au large de l'île des Pins en Nouvelle-Calédonie.

## Étymologie
Cette espèce est nommée en l'honneur du naturaliste Marie-Firmin Bocourt (1819-1904).

## Publication originale
- Brocchi, 1876 : Sur un Scincoïdien nouveau appartenant au genre Eumèces. Bulletin de la Société philomathique de Paris, sér. 6, vol. 13, p. 95-97 (texte intégral).